# Morten Berre

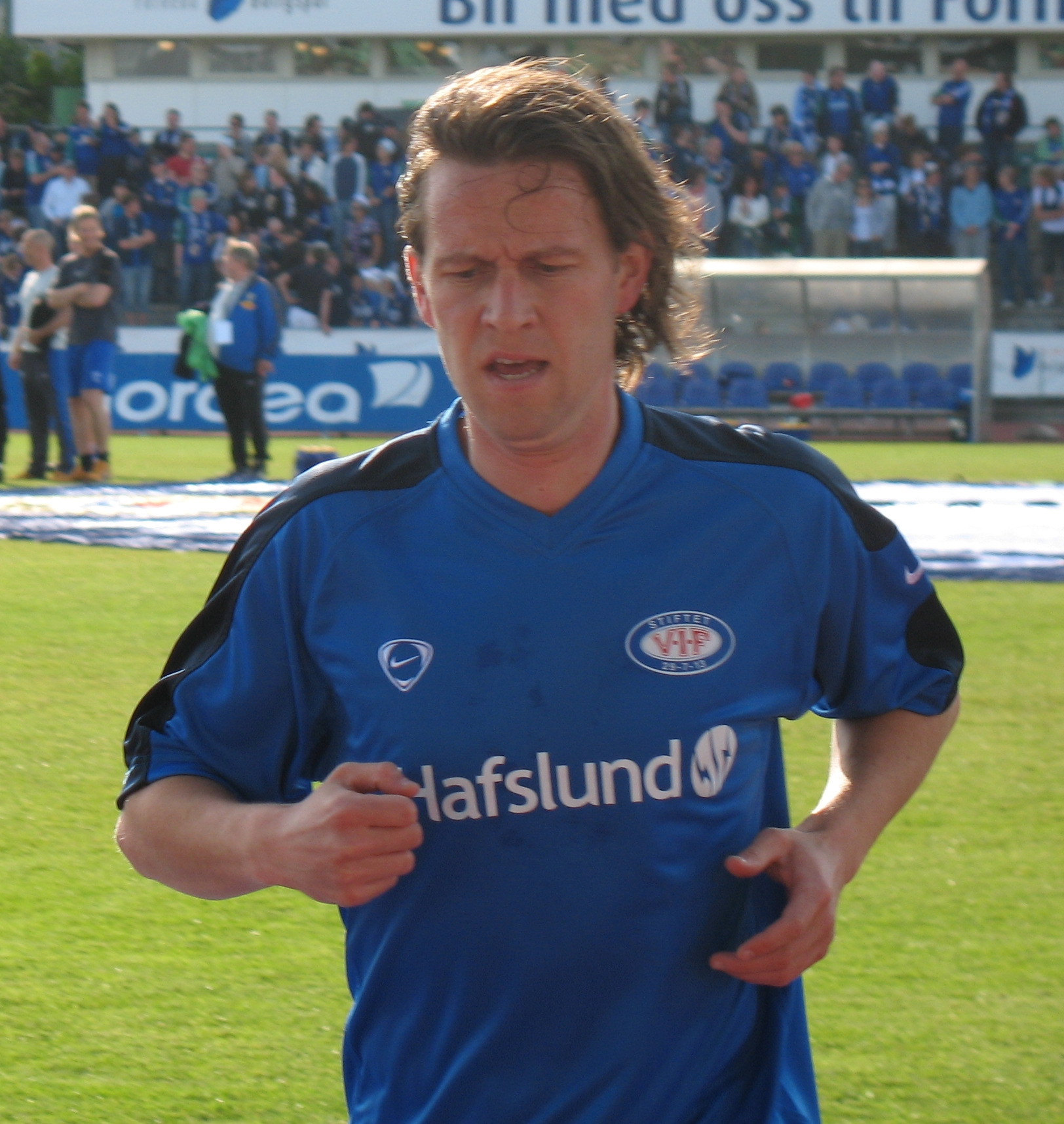
Morten Berre

Morten Berre, född 10 augusti 1975, är en norsk fotbollsspelare. 
Berre spelar i klubben Vålerenga IF i norska Tippeligaen. Han har tidigare spelat i norska Skeid, FK Haugesund och Viking FK, och i tyska FC St. Pauli. 
Berre är en teknisk spelare med ett stort förråd av dribblingar. Han har kritiserats för att inte göra så värst många mål.